# دائرة متكاملة لإدارة الطاقة

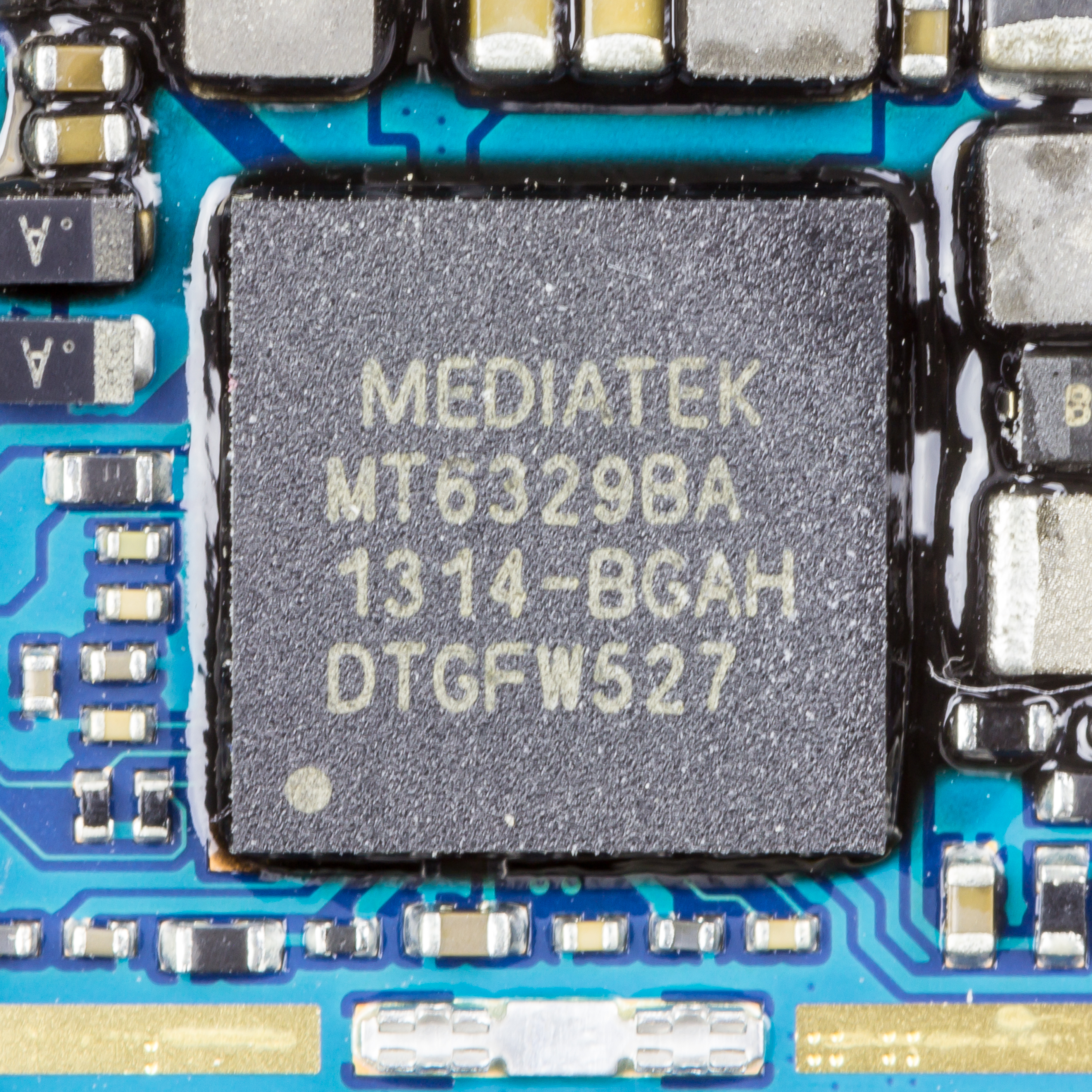
ميديا تيك MT6329BA في الهاتف المحمول إل جي LG

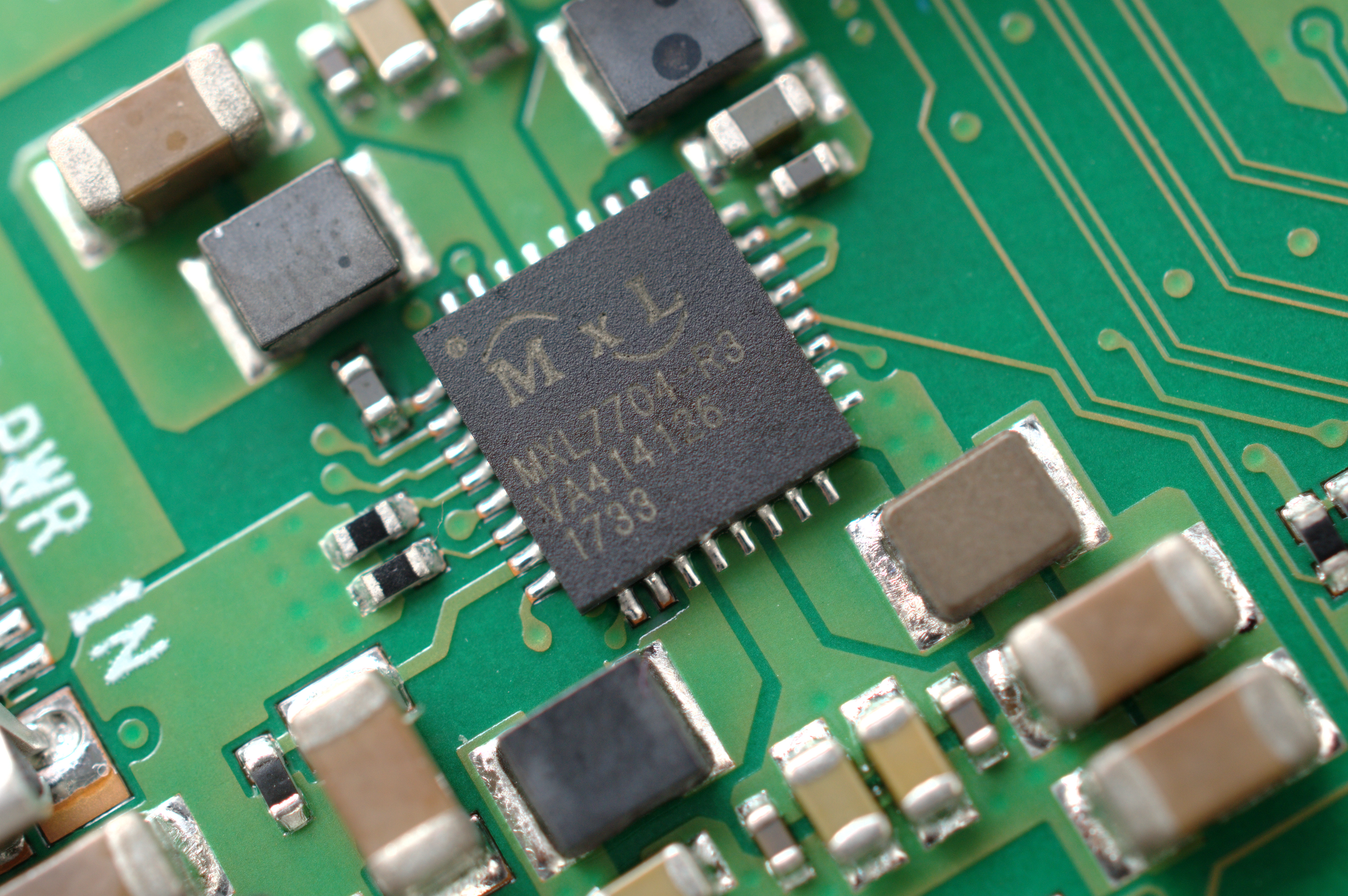
PMIC من MaxLinear في راسبيري باي طراز +3B

الدوائر المتكاملة لإدارة الطاقة ( power management ICs، أو PMICs، أو PMU كوحدة) هي دوائر متكاملة لإدارة الطاقة. على الرغم من أن PMIC تشير إلى مجموعة واسعة من الرقائق (أو الوحدات في أجهزة المنظومات الرقاقية)، فإن معظمها يشمل العديد من محولات DC/DC أو جزء التحكم الخاص بهم. غالبًا ما يتم تضمين PMIC في الأجهزة التي تعمل بالبطاريات مثل الهواتف المحمولة ومشغلات الوسائط المحمولة لتقليل مقدار المساحة المطلوبة.

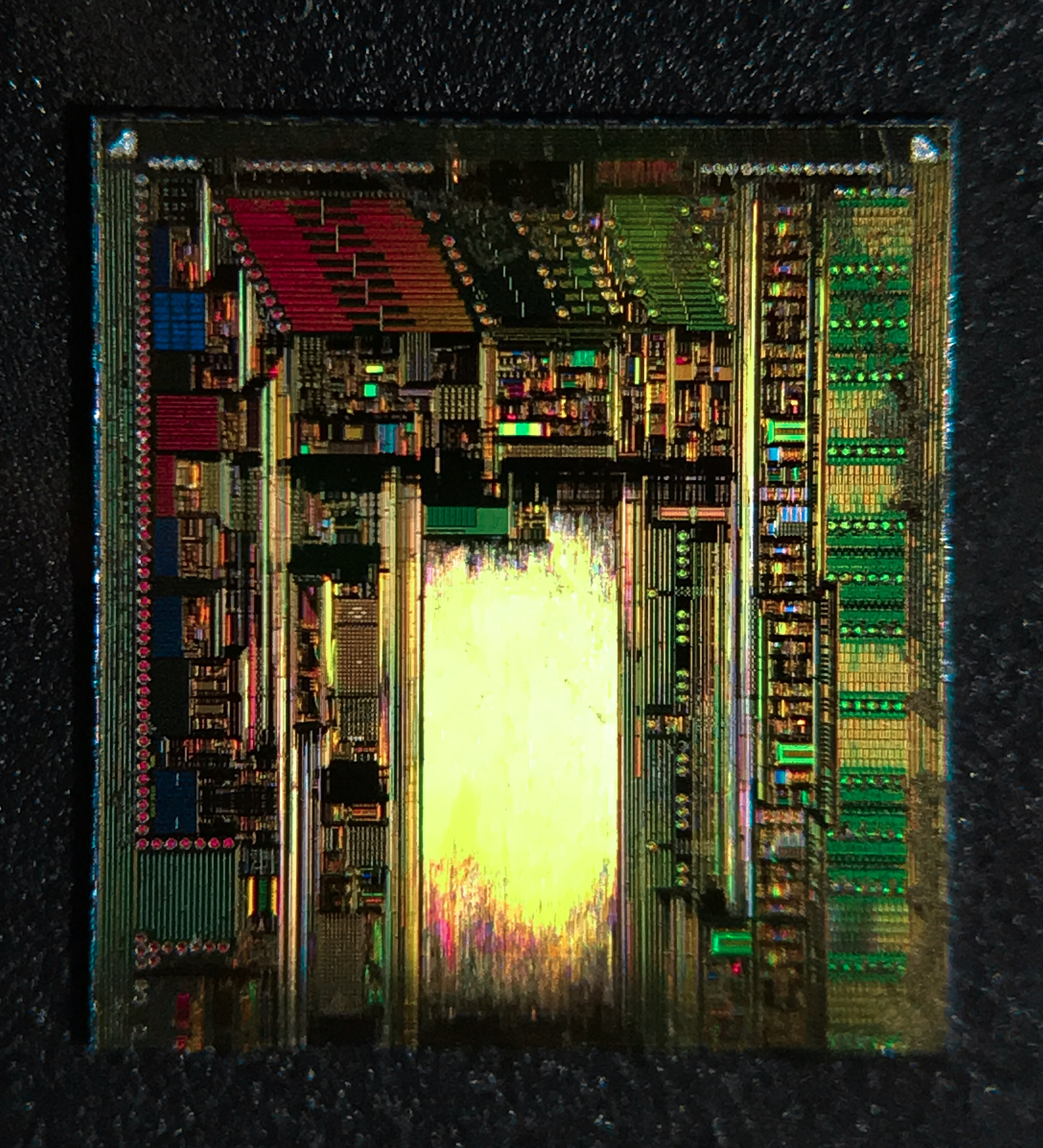
PMIC من الداخل. هذه لقطة لApple 338S1164 PMIC
المصنعة بواسطة Dialog Semiconductors.

## نظرة عامة
يشير مصطلح PMIC إلى فئة من الدوائر المتكاملة التي تؤدي وظائف مختلفة تتعلق بمتطلبات الطاقة. قد يكون لدى PMIC وظيفة أو أكثر من الوظائف التالية:
- مبدل جهد مستمر
- شحن البطارية
- اختيار مصدر الطاقة
- تحجيم الجهد Voltage scaling
- تسلسل الطاقة
- وظائف متنوعة

الدوائر المتكاملة لإدارة الطاقة Power management ICs هي أجهزة صلبة تتحكم في تدفق واتجاه الطاقة الكهربائية. تستخدم العديد من الأجهزة الكهربائية جهود داخلية متعددة (على سبيل المثال، 5 فولت، 3.3 فولت، 1.8 فولت، إلخ.) ومصادر طاقة خارجية (مثل مقبس الحائط، والبطارية، الخ.)، مما يعني أن تصميم الطاقة للجهاز power design له متطلبات متعددة للتشغيل.
الرقاقة PMIC (أو الشريحة) يمكن أن تشير إلى أي شريحة وظيفتها مرتبطة بالطاقة، ولكنها تشير عمومًا إلى الدوائر المتكاملة التي تتضمن أكثر من وظيفة واحدة مثل تحويلات مختلفة للطاقة وأدوات التحكم في الطاقة مثل مراقبة الجهد voltage supervision وحماية انخفاض المنخفض undervoltage protection. من خلال دمج هذه الوظائف في دائرة متكاملة IC واحدة، يمكن إجراء عدد من التحسينات على التصميم العام مثل كفاءة تحويل أفضل، وحجم الحل الأصغر solution size، وتبديد حرارة أفضل.

## السمات
قد يتضمن PMIC إدارة البطارية battery management وتنظيم الجهد voltage regulation ووظائف الشحن charging functions. قد يشتمل على محول DC/DC للسماح بتحجيم (تغيير) ديناميكي للجهد dynamic voltage scaling. من المعروف أن بعض النماذج models تتميز بكفاءة تحويل طاقة تصل إلى 95٪. تتكامل بعض النماذج مع التحجيم الديناميكي للتردد في مجموعة تُعرف باسم DVFS (التحجيم الديناميكي للجهد والتردد dynamic voltage and frequency scaling).
يمكن تصنيعها باستخدام عملية سيموس ثنائي القطب BiCMOS. قد تأتي كحزمة QFN. تتميز بعض النماذج بوسيط اتصالات ناقل تسلسلي I²C أو SPI بالنسبة لوحدات الإدخال والإخراج.
تتميز بعض النماذج بمنظم منخفض الهبوط (LDO) وساعة تفاعلية (RTC: real-time clock) تعمل مع بطارية احتياطية.
يمكن ل PMIC أن يستخدم تعديل تردد النبضة (PFM: pulse-frequency modulation) وتضمين عرض النبضة (PWM: pulse-width modulation). يمكن أن تستخدم مضخم تبديل switching amplifie (مضخم إلكتروني من الفئة D).

## مصنعي الدوائر المتكاملة IC
بعض الشركات المصنعة للعديد من PMICs
- سامسونج لأشباه الموصلات Samsung Semiconductor، ريكوه للأجهزة الإلكترونية Ricoh Electronic Devices
- تكاملات الطاقة Power Integrations، إس تي ميكروإلكترونكس STMicroelectronics
- إنفنيون Infineon Technologies AG، إنتل Intel، مارفيل لأشباه الموصلات Marvell Semiconductor
- كوالكوم Qualcomm، ميديا تيك MediaTek، IXYS، إن إكس بي لأشباه الموصلات NXP Semiconductors
- Silicon Mitus، إكسار EXAR، المقوم الدولي International Rectifier، إنترسيل INTERSIL
- Cypress Semiconductor، رينيساس للإلكترونيات أو رينيسانس إلكترونيكس Renesas Electronics
- روم أشباه الموصلات، ON Semiconductor، تكساس إنسترومنتس Texas Instruments
- Torex Semiconductor [2]، وAsahi Kasei Microdevices